# Bezirksamt Sinsheim

Lage der Bezirksämter in Baden im Jahr 1890

Das Bezirksamt Sinsheim entstand 1813 aus Kellerei und Amt Hilsbach. 1864 um das Bezirksamt Neckarbischofsheim und 1924 um das Bezirksamt Eppingen vergrößert, wurde es 1939 umbenannt in Landkreis Sinsheim. Dieser wurde zum 1. Januar 1973 aufgelöst.

## Kellerei Hilsbach
Durch den Reichsdeputationshauptschluss 1803 und die Auflösung der Kurpfalz kam die Kellerei Hilsbach mit ihren zugehörigen Orten an das neu geschaffene Fürstentum Leiningen. Die Rheinbundakte mediatisierte 1806 das Haus Leiningen und die Fürsten von Leiningen wurden Standesherren unter der Souveränität Badens.
Die Kellerei Hilsbach wurde nun eines von vielen standesherrlichen Ämtern im Großherzogtum Baden mit der Bezeichnung Fürstlich-leiningisches Amt Hilsbach in der Provinz des Unterrheins. 1809 wurde Amt und Kellerei Hilsbach aufgelöst und das Standesherrliche Amt Sinsheim geschaffen.

## Bezirksamt Sinsheim
Dieses standesherrliche Amt auch Fürstlich Leiningisches Amt Sinsheim bezeichnet gehörte ab 1809 zum Odenwälderkreis (Mannheim) und ab 1810 zum Neckarkreis (Mannheim).
Aus dem Großherzoglich Badischen Regierungsblatt Nr. XXII vom 30. Juli 1813, S. 137 ist zu entnehmen: Das Bezirksamt Sinsheim entsteht aus dem Justizamt Sinsheim ohne Schluchtern mit Sinsheim, Kirchardt, Reihen, Steinsfurt und den Grundherrlichkeiten Rohrbach bei Sinsheim, Adersbach, Ehrstetten mit Eulenhof und Neuhauß, Hoffenheim, Zuzenhausen, Dühren, Eschelbronn, Neidenstein, Weiler am Steinsberg, Grombach, Daisbach und übernimmt noch vom Amt Gochsheim den Ort Waldangelloch.
1841 fielen die Orte Elsenz, Hilsbach und Richen an das Amt Sinsheim. Richen (1849) und Elsenz (1850) kamen aber zurück an das Bezirksamt Eppingen. 1850 wurden Eichtersheim, Eschelbach und Michelfeld, bisher beim Bezirksamt Wiesloch, dem Bezirksamt Sinsheim zugeteilt.
Das Bezirksamt Sinsheim gehörte ab 1832 zum Unterrheinkreis (Mannheim) und seit 1864 im Landeskommissärbezirk Mannheim zum Kreis Heidelberg. 1864 wurde das Bezirksamt Neckarbischofsheim aufgelöst und sein Gebiet dem Bezirksamt Sinsheim zugeordnet.
Zum 1. April 1924 wurde das Bezirksamt Eppingen aufgehoben und die Gemeinden Adelshofen, Berwangen, Eppingen, Gemmingen, Ittlingen, Mühlbach, Rohrbach am Gießhübel, Richen, Schluchtern und Stebbach kamen zum Bezirksamt Sinsheim.
Wie alle badischen Bezirksämter erhielt das Bezirksamt Sinsheim 1939 die Bezeichnung Landkreis. Zum 1. Januar 1973 wurde der Landkreis Sinsheim aufgelöst.

## Amtmänner
Zu finden unter Landkreis Sinsheim